# Kapital: Sparks of Revolution
Kapital: Sparks of Revolution (с англ. — «Капитал: Искры Революции») — компьютерная игра в жанре градостроительного симулятора, где игроку предоставляется возможность стать мэром города в послевоенной Европе. Разработана белорусской компанией Lapovich Team, была издана 28 апреля 2022 года 1C Entertainment.

## Сюжет
Начало XX века. После прошедшей Великой войны значительная часть Европейского континента оказалась в руинах. В одно из ключевых поселений в ныне распавшейся империи прибывает новый мэр, который предстоит восстанавливать разрушенную инфраструктуру, налаживать экономику и обеспечивать жителям достойную жизнь. Также он встречается с сэром Стэнтоном, мистером Роквеллом и рабочим Джэк Доун, отношения с которыми окажут сильное влияние на развитие города.
В игре существует семь ресурсов: алкоголь, дерево (позволяет отправлять поезда за зерном и строить), деньги (деньги обеспечивают работу производств, а доходы в казну обеспечивают прежде всего налоги на бизнес с лавочками и магазинчиками), зерно (прибывает только через поезда на железнодорожный вокзал), золото, кирпич, пища, сталь. На старте часть из них доступна через разбор разрушенных зданий и строительного мусора в окрестностях города, другие открываются через постройку фабрик по их производству. — отдельно для рабочих, отдельно для буржуа и дворян. Главным источником денег в игре являются жители города: представители буржуазии платят налоги в городской бюджет, каждый гражданин при посещении торговых и обслуживающих зданий приносит деньги в казну.
Население строго поделено на социальные группы: рабочие, буржуа и дворяне. Первые заняты в производстве, буржуа — работают в торговле и являются единственным источником налогов, дворяне работают в администрации и исполнительных структурах. У каждой группы свои потребности. В бытовом плане чётко разделены рабочие и оставшиеся классы, что выражено в наличии специализированных домов, магазинов, объектов развлечений. Низкий уровень счастья отдельной социальной группы приводит к появлению недовольных, которые потом отправляются жечь дворец мэра. Остановить их можно выполнив требования или применением огнестрельного оружия.
Существенную роль в игре уделено правопорядку: полиция патрулирует улицы, борется с бандами и с коррупцией (которая снижает эффективность работы здания), сыскное бюро — с тайными обществами и заговорщиками.
По мере игры будут возникать случайные события, решения по которым игрока будут приводить к изменению отношений классов.
Игрок имеет доступ к изучению законов, которые открывают новые здания и механики, продвинутых законов (позволяют искать поддержку своих решений среди одной из трёх политических партий через принятие определённых законов) и инициатив, дающих улучшение экономики, работы структур и инфраструктуры.
В игре есть кампания и режим песочницы, между которыми отличия малы: используется одна карта, в кампании есть сюжетная линия.

## Разработка
В основу начатой в 2018 году Kapital: Sparks of Revolution положена теория классовой борьбы, разработанная Карлом Марксом и Фридрихом Энгельсом, идея сделать городской симулятор, в котором игрок не может сделать счастливыми всех жителей. Разработчики позиционировали игру как «стратегию-песочницу о классовой борьбе, гибрид сити-билдера и социального менеджера». В игре предстоит заняться восстановлением города, разрушенного войной, принимая во внимание, что его жители принадлежат к разным социальным классам.
Над игрой работала небольшая команда разработчиков: руководитель и геймдизайнер был Андрей Попович, программисты Денис и Ярослав, художник Ольга, основу для сюжета создавал писатель Сергей Чекмаев. Идейно наибольшее влияние на концепцию оказала Frostpunk, хотя в отличие от неё Kapital была не про выживание, а про конфликт в обществе.
В процессе разработки проекта основным затруднением стало отсутствие стабильного финансирования. Изначально бюджет покрывал лишь два месяца работы, что вынуждало команду регулярно искать дополнительные финансовые ресурсы для продолжения разработки. В середине 2020 года был заключён контракт с издательской компанией «1С», что позволило перейти к завершающему этапу разработки. Издатель «1С» изначально проявил интерес к проекту, однако первая попытка подписания контракта не увенчалась успехом, поскольку игра находилась на ранней стадии и требовала значительной доработки. Тем не менее, разработчики продолжили работу, улучшили графическое оформление и проработали ключевые аспекты игры, что в конечном итоге привело к успешному заключению контракта спустя год.
В феврале 2021 года игра была представлена на ежегодной премии LUDI Awards. Игра участвовала в конкурсе Indie Cup W’21. Демоверсия игры была доступна с 7 до 11 октября 2021 года в рамках Indie Cup Celebration.
Изначально разработчики хотели создать подробную реалистичную экономическую модель, в которой благосостояние каждого жителя могло динамически меняться в зависимости от действий игрока. Но оказалось, что управлять городом с таким уровнем детализации было невозможно. Пока строился ресторан для богатых, население стремительно беднело. Для эффективного управления требовалось в реальном времени отслеживать экономическое положение сотен жителей. А поскольку главной особенностью игры была классовая борьба, а не анализ многочисленных экранов статистики, от микроэкономики пришлось отказаться.
Игра вышла 28 апреля 2022 года на платформе Windows через сервисы Steam, GOG и Epic Games Store

## Саундтрек
1. Sparks of Revolution — 1:29
2. Ruin — 0:54
3. Dress the Wounds — 3:33
4. Aurora — 3:22
5. Riot — 3:32
6. Faith — 3:30
7. Wrath — 2:28
8. At Night — 3:28
9. New Age — 2:28

## Отзывы критиков
Kapital: Sparks of Revolution получила смешанные отзывы после выхода, согласно агрегатору рецензий Metacritic.
Журналист издания StopGame.ru Степан Песков к достоинствам игры отнёс графику и практику внесения новых игровых механик по мере развития игры, к недостаткам — проблемы с балансом; баги; непрозрачная игровая экономика; многие элементы геймплея не работают так, как задумано.
Обозреватель Hey, Poor Player Хизер Джонсон Ю оценила игру на 3 из 5 баллов. Она отметила её схожесть с Frostpunk, по сравнению с которой она была проще.
Рецензент Wccftech Крис Рэй дал игре 6 баллов. визуальный дизайн, механику коррупции и работы полиции, к недостаткам — нелучшую реализацию идей, малое разнообразие игровых карт, несбалансированность.